# Cúp quốc gia Wales 2010–11
Cúp quốc gia Wales FAW 2010–11 là mùa giải thứ 124 của giải đấu bóng đá loại trực tiếp hàng năm dành cho các đội bóng ở Wales, trừ những đội thi đấu ở Hệ thống các giải bóng đá ở Anh. Giải đấu 2010–11 khởi tranh từ ngày 14 tháng 8 năm 2010, và kết thúc vào tháng 5 năm 2011.  Đội vô địch sẽ được quyền tham gia vòng loại thứ hai của UEFA Europa League 2011–12.

## Lịch thi đấu
| Vòng               | Ngày thi đấu        | Số trận | Số đội mới vào vòng này | Tiền thưởng                                                  |
| ------------------ | ------------------- | ------- | ----------------------- | ------------------------------------------------------------ |
| Vòng loại thứ nhất | 14 tháng 8 năm 2010 | 30      | 60                      |                                                              |
| Vòng loại thứ hai  | 28 tháng 8 năm 2010 | 48      | 66                      |                                                              |
| Vòng Một           | 11 tháng 9 năm 2010 | 40      | 32                      | Đội thua cuộc: 500 bảng Anh                                  |
| Vòng Hai           | 2 tháng 10 năm 2010 | 20      | –                       | Đội thua cuộc: 750 bảng Anh                                  |
| Vòng Ba            | 6 tháng 11 năm 2010 | 16      | 12                      | Đội thua cuộc: 1,500 bảng Anh                                |
| Vòng Bốn           | 29 tháng 1 năm 2011 | 8       | –                       | Đội thua cuộc: 2,500 bảng Anh                                |
| Tứ kết             | 26 tháng 2 năm 2011 | 4       | –                       | Đội thua cuộc: 6,000 bảng Anh                                |
| Bán kết            | 19 tháng 4 năm 2011 | 2       | –                       | Đội thua cuộc: 12,500 bảng Anh                               |
| Chung kết          | 7 tháng 5 năm 2011  | 1       | –                       | Đội vô địch: 30,000 bảng Anh; Đội thua cuộc: 20,000 bảng Anh |

## Vòng loại thứ nhất
Lễ bốc thăm của cả vòng loại thứ nhất và thứ hai đều diễn ra vào ngày 9 tháng 7 năm 2010.  Các trận đấu của vòng loại thứ nhất diễn ra vào ngày 14 tháng 8 năm 2010.

### Bắc
| Đội 1                | Tỉ số              | Đội 2                     |
| -------------------- | ------------------ | ------------------------- |
| Aberaeron            | 0–7                | Bodedern Athletic         |
| Caernarfon Wanderers | 2–7                | Bro Goronwy               |
| Connah's Quay Town   | 10–3               | Llanfair United           |
| CPD Bethel           | 0–2                | Connah's Quay Nomads F.C. |
| Greenfield           | 5–3 (sau hiệp phụ) | Machynlleth               |
| Halkyn United        | 2–3                | Amlwch Town               |
| Llandyrnog United    | 1–1 (4–2 ph.đ.)    | CPD Llanystumdwy          |
| Llanllyfni           | 3–3 (3–5 ph.đ.)    | Borras Park Albion        |
| Meifod               | 1–2                | Gaerwen                   |
| Penmaenmawr Phoenix  | 4–1                | Glantraeth                |
| Trearddur Bay United | 1–0                | Brynford United           |
| Tregaron Turfs       | 2–3                | Montgomery Town           |
| Y Felinheli          | 2–1                | Blaenau Ffestiniog        |

### Nam
| Đội 1                                 | Tỉ số             | Đội 2             |
| ------------------------------------- | ----------------- | ----------------- |
| Brecon Corinthians                    | 0–5               | Monmouth Town     |
| Cardiff Hibernian                     | 4–3 (sau hiệp phụ | Cwmbran Town      |
| Corus Steel                           | 1–0               | Cwmamman United   |
| Ferndale & District                   | 0–3               | Bridgend Street   |
| Fochrhiw                              | 2–1               | Baglan Dragons    |
| Llanwern                              | 2–1               | Tredegar Town     |
| Newport Civil Service                 | 2–3               | Goytre            |
| Penclawdd                             | 0–3 (thắng)       | Seven Sisters     |
| Penrhiwceiber Constitutional Athletic | 1–1 (3–4 ph.đ.)   | RTB Ebbw Vale     |
| Pontyclun                             | 3–1               | Rhydyfelin        |
| Risca United                          | 0–1               | Pontypridd Town   |
| South Gower                           | 2–0               | Cadoxton Barry    |
| STM Sports                            | 3–0               | Llantwit Fardre   |
| Talgarth Town                         | 0–5               | Fleur de Lys      |
| Treowen Stars                         | 6–0               | Cornelly United   |
| Trethomas Bluebirds                   | 2–1               | Llandrindod Wells |
| Troedyrhiw                            | 3–3 (3–4 ph.đ.)   | Nelson Cavaliers  |

## Vòng loại thứ hai
Các trận đấu của vòng loại thứ hai diễn ra vào ngày 28 tháng 8 năm 2010.  Vòng này bao gồm 30 đội thắng từ Vòng loại thứ nhất, cộng thêm 66 đội mới vào vòng này.

### Bắc
| Đội 1                     | Tỉ số             | Đội 2                      |
| ------------------------- | ----------------- | -------------------------- |
| Amlwch Town               | 1–3               | Coedpoeth United           |
| Barmouth & Dyffryn United | 3–2               | Hawarden Rangers           |
| Borras Park Albion        | 7–3               | Glan Conwy                 |
| Bro Goronwy               | 2–4               | Connah's Quay Town         |
| Brymbo                    | 0–4               | Waterloo Rovers            |
| Caernarfon Town           | 5–1               | Holywell Town              |
| Carno                     | 4–3 (sau hiệp phụ | Chirk AAA                  |
| Conwy United              | 2–1               | Denbigh Town               |
| Corwen                    | 0–1               | Dolgellau Athletic Amateur |
| CPD Dyffryn Nantlle       | 0–1               | Llanrhaeadr ym Mochnant    |
| CPD Gwalchmai             | 4–0               | CPD Dyffryn Banw           |
| Gaerwen                   | 1–3               | Greenfield                 |
| CPD Llanberis             | 0–4               | Brickfield Rangers         |
| Lex XI                    | 3–2               | Connah's Quay Nomads       |
| Llandudno Junction        | 2–4               | Holyhead Hotspur           |
| Llandyrnog United         | 4–2 (sau hiệp phụ | Llangollen Town            |
| Llanidloes Town           | 2–1 (sau hiệp phụ | Llansantffraid Village     |
| Llay Welfare              | 2–4               | Bow Street                 |
| Montgomery Town           | 1–2               | Penmaenmawr Phoenix        |
| Nefyn United              | 2–1               | Llanrwst United            |
| Overton Recreational      | 1–3               | Llanfairpwll               |
| Penparcau                 | 4–0               | Gresford Athletic          |
| Penycae                   | 3–1               | Llanrug United             |
| Pwllheli                  | 5–1               | Bodedern Athletic          |
| Trearddur Bay United      | 3–0               | Mold Alexandra             |
| Tywyn Bryncrug            | 3–2               | Berriew                    |
| Venture Community         | 2–3               | Johnstown Youth            |
| Y Felinheli               | 3–5 (sau hiệp phụ | Bethesda Athletic          |

### Nam
| Đội 1                     | Tỉ số             | Đội 2                      |
| ------------------------- | ----------------- | -------------------------- |
| Abertillery Bluebirds     | 1–2               | Pontyclun                  |
| Ammanford                 | 3–0               | Presteigne St. Andrews     |
| Bridgend Street           | 11–1              | Fochrhiw                   |
| Briton Ferry Llansawel    | 1–2 (sau hiệp phụ | Pontypridd Town            |
| Caerau                    | 4–1               | Newport YMCA               |
| Cardiff Grange Harlequins | 2–1               | Llanwern                   |
| Corus Steel               | 3–2               | Llwydcoed                  |
| Cwmaman Institute         | 1–0               | Aberbargoed Buds           |
| Ely Rangers               | 3–2               | Caerleon                   |
| Goytre                    | 5–4 (sau hiệp phụ | Llangeinor                 |
| Hay St. Marys             | 1–5               | Porth                      |
| Nelson Cavaliers          | 2–4               | Monmouth Town              |
| Newbridge on Wye          | 3–5               | South Gower                |
| Newcastle Emlyn           | 2–1               | Dinas Powys                |
| RTB Ebbw Vale             | 1–4               | Fleur de Lys               |
| Seven Sisters             | 0–1               | Croesyceiliog              |
| STM Sports                | 4–3               | Trethomas Bluebirds        |
| Ton Pentre                | 0–1               | Bettws                     |
| Treowen Stars             | 2–3               | Treharris Athletic Western |
| UWIC                      | 2–1               | Cwmbran Town               |

## Vòng Một
Lễ bốc thăm vòng Một diễn ra vào ngày 31 tháng 8 năm 2010.  Các trận đấu diễn ra ngày 11 tháng 9 năm 2010.  Có 32 đội bóng mới vào vòng này và 48 đội thắng từ Vòng loại thứ hai.

### Bắc
| Đội 1                      | Tỉ số             | Đội 2                     |
| -------------------------- | ----------------- | ------------------------- |
| Borras Park Albion         | 0–8               | Rhos Aelwyd               |
| Bow Street                 | 2–1               | Lex XI                    |
| Brickfield Rangers         | 3–4 (sau hiệp phụ | Bethesda Athletic         |
| Caersws                    | 4–0 (sau hiệp phụ | Rhayader Town             |
| Carno                      | 1–5               | Porthmadog                |
| Coedpoeth United           | 4–3               | Greenfield                |
| Cefn Druids                | 6–4 (sau hiệp phụ | Penycae                   |
| Connah's Quay Town         | 6–1               | Johnstown Youth           |
| Conwy United               | 4–1               | Waterloo Rovers           |
| CPD Gwalchmai              | 4–0               | Barmouth & Dyffryn United |
| Dolgellau Athletic Amateur | 1–21              | Llandudno Town            |
| Holyhead Hotspur           | 4–0               | Technogroup Welshpool     |
| Llandyrnog United          | 1–5               | Flint Town United         |
| Llangefni Town             | 3–2               | Llanfairpwll              |
| Llanidloes Town            | 1–0               | Ruthin Town               |
| Llanrhaeadr ym Mochnant    | 0–5               | Rhyl                      |
| Nefyn United               | 3–2               | Tywyn & Bryncrug          |
| Penmaenmawr Phoenix        | 3–5               | Caernarfon Town           |
| Penrhyncoch                | 2–2 (6–4 ph.đ.)   | Guilsfield                |
| Pwllheli                   | 1–6               | Gap Connah's Quay         |
| Rhydymwyn                  | 1–4               | Buckley Town              |
| Trearddur Bay United       | 7–3               | Penparcau                 |

1Trận đấu diễn ra ở Llandudno, mặc dù Dolgellau là đội nhà chính thức.

### Nam
| Đội 1                      | Tỉ số              | Đội 2                   |
| -------------------------- | ------------------ | ----------------------- |
| Barry Town                 | 3–0                | STM Sports              |
| Bettws                     | 0–3                | Aberaman Athletic       |
| Bridgend Town              | 5–3 (sau hiệp phụ  | Monmouth Town           |
| Bryntirion Athletic        | 0–0 (4–2 ph.đ.)    | Cwmbran Celtic          |
| Caerau                     | 1–3                | Afan Lido               |
| Cardiff Grange Harlequins  | 4–2 (sau hiệp phụ  | Bridgend Street         |
| Corus Steel                | 5–2                | Cardiff Corinthians     |
| Croesyceiliog              | 0–2                | Garden Village          |
| Cwmaman Institute          | 1–2                | Taff's Well             |
| Fleur de Lys               | 1–0                | Ely Rangers             |
| Goytre                     | 3–1                | Caerau Ely              |
| Goytre United              | 5–3                | Ammanford               |
| Newcastle Emlyn            | 4–0                | South Gower             |
| Penrhiwceiber Rangers      | 0–2                | Cambrian & Clydach Vale |
| Pontypridd Town            | 2–0                | Pontardawe Town         |
| Treharris Athletic Western | 2–1                | Pontyclun               |
| UWIC                       | 2–0                | Caldicot Town           |
| West End                   | 1–2 (sau hiệp phụ1 | Porth                   |

1Trận đấu bị hoãn đến 18 tháng Chín.

## Vòng Hai
Lễ bốc thăm vòng Hai diễn ra vào ngày 14 tháng 9 năm 2010.  Các trận đấu diễn ra vào ngày 2 tháng 10 năm 2010.

### Bắc
| Đội 1                | Tỉ số              | Đội 2             |
| -------------------- | ------------------ | ----------------- |
| Caernarfon Town      | 1–2                | Guilsfield        |
| Connah's Quay Town   | 1–2                | Bow Street        |
| Conwy United         | 1–4                | Porthmadog        |
| CPD Gwalchmai        | 2–2 (4–2 p.)       | Buckley Town      |
| Flint Town United    | 3–4                | Llanidloes Town   |
| Gap Connah's Quay    | 6–1                | Bethesda Athletic |
| Holyhead Hotspur     | 1–0                | Llangefni Town    |
| Nefyn United         | 1–3                | Caersws           |
| Rhos Aelwyd          | 2–1 (sau hiệp phụ) | Coedpoeth United  |
| Rhyl                 | 2–1                | Llandudno Town    |
| Trearddur Bay United | 0–7                | Cefn Druids       |

### Nam
| Đội 1                     | Tỉ số              | Đội 2                      |
| ------------------------- | ------------------ | -------------------------- |
| Afan Lido                 | 1–2                | Cambrian & Clydach Vale    |
| Barry Town                | 1–2 (sau hiệp phụ) | Corus Steel                |
| Garden Village            | 1–6                | Aberaman Athletic          |
| Goytre United             | 3–1                | Fleur de Lys               |
| Cardiff Grange Harlequins | 3–0                | Treharris Athletic Western |
| Newcastle Emlyn           | 1–4                | UWIC                       |
| Pontypridd Town           | 1–2                | Bryntirion Athletic        |
| Porth                     | 2–0                | Goytre                     |
| Taff's Well               | 2–4                | Bridgend Town              |

## Vòng Ba
Lễ bốc thăm vòng Ba diễn ra vào ngày 4 tháng 10 năm 2010.  Có 12 đội thi đấu ở Welsh Premier League 2010–11 tham gia vào vòng này. Từ vòng Ba trở đi, các đội bóng không bị chia khu vực Bắc, Nam nữa.  Các trận đấu diễn ra vào ngày 6 tháng 11 năm 2010, với trường hợp ngoại lệ Airbus UK Broughton/The New Saints, diễn ra ngày 5 tháng 11 năm 2010, và trận đấu bị hoãn Llanelli/Aberystwyth Town, diễn ra ngày 13 tháng 11 năm 2010.
| Đội 1                   | Tỉ số              | Đội 2                     |
| ----------------------- | ------------------ | ------------------------- |
| Aberaman Athletic       | 0–4                | Cefn Druids               |
| Airbus UK Broughton     | 2–3                | The New Saints            |
| Bangor City             | 2–1                | Bryntirion Athletic       |
| Bow Street              | 2–2 (5–6 p.)       | UWIC                      |
| Caersws                 | 4–2 (sau hiệp phụ) | Llanidloes Town           |
| Cambrian & Clydach Vale | 2–3                | Prestatyn Town            |
| Corus Steel             | 0–2                | Cardiff George Harlequins |
| CPD Gwalchmai           | 1–4                | Port Talbot Town          |
| CPD Porthmadog          | 0–1                | Bala Town                 |
| Gap Connah's Quay       | 5–3 (sau hiệp phụ) | Porth                     |
| Goytre United           | 2–3                | Carmarthen Town           |
| Guilsfield              | 1–2                | Rhos Aelwyd               |
| Haverfordwest County    | 3–2 (sau hiệp phụ) | Holyhead Hotspurs         |
| Llanelli AFC            | 1–0 (sau hiệp phụ) | Aberystwyth Town          |
| Neath                   | 1–1 (6–7 p.)       | Rhyl                      |
| Newtown                 | 1–2                | Bridgend Town             |

## Vòng Bốn
Lễ bốc thăm vòng Bốn diễn ra vào ngày 13 tháng 11 năm 2010. Tham gia vòng này có 16 đội chiến thắng ở vòng trước. Các trận đấu diễn ra ngày 29 tháng 1 năm 2011.
| Đội 1                     | Tỉ số              | Đội 2                |
| ------------------------- | ------------------ | -------------------- |
| Bangor City               | 5–3                | Haverfordwest County |
| Carmarthen Town           | 2-3 (sau hiệp phụ) | Gap Connah's Quay    |
| Cefn Druids               | 1–4                | Llanelli AFC         |
| Port Talbot Town          | 3–0                | Caersws              |
| Cardiff George Harlequins | 1-0                | Bridgend Town        |
| Rhos Aelwyd               | 1–6                | Prestatyn Town       |
| Rhyl                      | 1–2                | The New Saints       |
| UWIC                      | 4-1                | Bala Town            |

## Tứ kết đến Chung kết
|  | Tứ kết                        | Tứ kết                  |                            |   | Bán kết | Bán kết |  |  | Chung kết | Chung kết |
|  |                               |                         |                            |   |         |         |  |  |           |           |
|  | Sat 26 Feb – Port Talbot      |                         |                            |   |         |         |  |  |           |           |
|  |                               |                         |                            |   |         |         |  |  |           |           |
|  | Port Talbot Town              | 0                       |                            |   |         |         |  |  |           |           |
|  | Port Talbot Town              | 0                       | Sat 9 Apr – Rhyl           |   |         |         |  |  |           |           |
|  | Bangor City                   | 3                       |                            |   |         |         |  |  |           |           |
|  | Bangor City                   | 3                       | Bangor City                | 1 |         |         |  |  |           |           |
|  | Sat 26 Feb – Connah's Quay    |                         | Bangor City                | 1 |         |         |  |  |           |           |
|  |                               |                         | Gap Connah's Quay          | 0 |         |         |  |  |           |           |
|  | Gap Connah's Quay             | 4                       | Gap Connah's Quay          | 0 |         |         |  |  |           |           |
|  | Gap Connah's Quay             | 4                       | Sun 8 tháng Năm – Llanelli |   |         |         |  |  |           |           |
|  | UWIC Inter Cardiff            | 0                       |                            |   |         |         |  |  |           |           |
|  | UWIC Inter Cardiff            | 0                       | Bangor City                | 1 |         |         |  |  |           |           |
|  | Sat 5 Mar – Llanelli          |                         | Bangor City                | 1 |         |         |  |  |           |           |
|  |                               | Llanelli                | 4                          |   |         |         |  |  |           |           |
|  | Llanelli                      | Llanelli                | 4                          | 1 |         |         |  |  |           |           |
|  | Llanelli                      | Sat 9 Apr – Aberystwyth |                            | 1 |         |         |  |  |           |           |
|  | Prestatyn Town                | 0                       |                            |   |         |         |  |  |           |           |
|  | Prestatyn Town                | 0                       | Llanelli                   | 1 |         |         |  |  |           |           |
|  | Sat 26 Feb – Oswestry         |                         | Llanelli                   | 1 |         |         |  |  |           |           |
|  |                               |                         | The New Saints             | 0 |         |         |  |  |           |           |
|  | The New Saints (sau hiệp phụ) | 2                       | The New Saints             | 0 |         |         |  |  |           |           |
|  | The New Saints (sau hiệp phụ) | 2                       |                            |   |         |         |  |  |           |           |
|  | Cardiff Grange Harlequins     | 0                       |                            |   |         |         |  |  |           |           |
|  | Cardiff Grange Harlequins     | 0                       |                            |   |         |         |  |  |           |           |
|  |                               |                         |                            |   |         |         |  |  |           |           |